# На зависть и гордость дворян злонравных
«На за́висть и го́рдость дворя́н злонра́вных» (в одной из редакций «На дворя́нскую спесь и за́висть», подзаголовок окончательной редакции «Филаре́т и Евге́ний») — II сатира Антиоха Кантемира, в которой он высмеивает дворянские пороки в России. Считается одним из самых сильных его произведений. Она разошлась в списках и вызвала негодование общественности. Кантемир предугадывал реакцию дворянских кругов, и поэтому писал в предисловии: «На последний же их вопрос, кто меня судьею поставил, ответствую: что все, что я пишу, — пишу по должности гражданина, отбивая все то, что согражданам моим вредно быть может».

## Краткий сюжет
Филарет (в переводе с греческого «любящий добродетель», в промежуточной редакции назван Аретофилосом) видит, что его друг Евгений (с греческого переводится как «благородный», в одной из редакций назван просто Дворянин) выглядит очень расстроенно и утомлённо:

…Щеки внутрь опали, 

Бледен, и глаза красны, как бы ночь не спали?

Он спрашивает его, отчего. Тот отвечает, что его предки всегда занимали высшие должности со времён княгини Ольги:

Знатны уж предки мои были в царство Ольги 

И с тех времен по сих пор в углу не сидели — 

Государства лучшими чинами владели.

А сам Евгений находится в забвении и не занимает никаких важных постов, в то время как безродные люди служат куда выше, чем он:

Кто недавно продавал в рядах мешок соли, 

Кто глушил нас: «Сальные, — крича, — ясно свечи 

Горят», кто с подовыми горшком истер плечи, — 

Тот, на высоку степень вспрыгнувши, блистает, 

А благородство мое во мне унывает…

Филарет же укоряет его, произнося длинный монолог. В нём он выражает презрение к тем, кто, подобно Евгению, будучи знатными людьми, проводит свою жизнь только в развлечениях, нисколько не утруждая себя никакой работой. Однако он не отрицает полезности дворянского сословия в принципе («Не пустое дело есть знатная порода»), а только выступает сторонником идеи о внесословной ценности человека.

## История написания

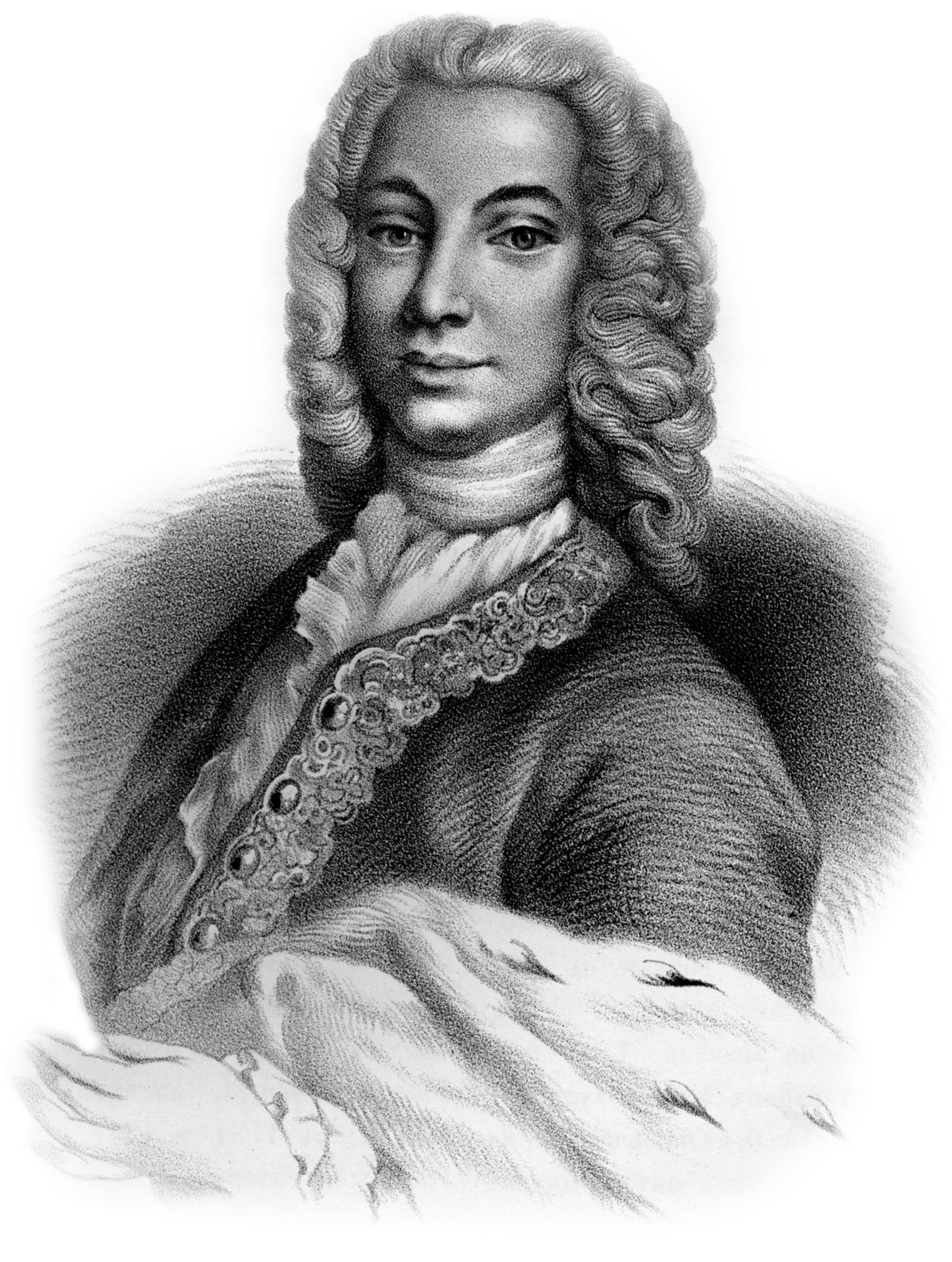
Антиох Кантемир

По признаниям самого Кантемира, сатира писалась с целью «обличить тех дворян, которые, лишены будучи всякого благонравия, одним благородием хвастают, к тому же завидят всякому благополучию в людях, которые из подлости чрез труды свои происходят».
Сатира почти сразу стала известна в списках, но была опубликована только в 1762 году (правда, во французском переводе она была опубликована ранее — в 1749 году, на немецком — в 1752 году).
Сатира изначально писалась как злободневный полупамфлет: она, кроме всего прочего, была призвана напомнить о недавней героической петровской эпохе, когда личные заслуги ставились превыше родовитости. К тому времени, когда создавалась сатира, система, созданная Петром I, расшаталась, а старинные роды, многие члены которых не отличались заслугами, восстановили своё положение.
Персонажи Филарет и Евгений олицетворяют соответственно прогрессивные и консервативные силы, которые в то время находились в открытой борьбе, результатом которой стала окончательная победа прогрессивистов.

## Подражания в сатире
Написана сатира была под влиянием Буало и Лабрюйера, у первого из которых Кантемир позаимствовал диалогическую форму и первую строчку (она была переведена из первой строчки III сатиры Буало), а из второго взял эпиграф (который был убран в окончательной редакции), переводящийся на русский язык как «Если добро есть быть благородным, не меньше есть быть таким, чтоб никто не спрашивал, благороден ли ты».
Кроме того, в сатире есть и другие подражания и переводы из других авторов. Нижеследующий список указал в примечаниях сам Кантемир.
|                     | Строка 83 |
| ------------------- | --- |
| Текст Кантемира     | Презрев покой, снес ли ты сам труды военны? Разогнал ли пред собой враги устрашенны? К безопаству общества расширил ли власти Нашей рубеж? Суд судя, забыл ли ты страсти? Облегчил ли тяжкие подати народу? Приложил ли к царскому что ни есть доходу?                                                                                          |
| Оригинал            | Montrez nous cette ardeur qu’on vit briller en eux? Ce zele pour l’honneur, cette horreur pour le vice? Respectez vous les loix? fuyex vous l’injustice? Savez vous pour la gloire oublier le repos? Et dormir en plein champ le harnois sur le dos? Je vous connais pour noble a ces illustres marques, etc. (Буало, сатира V, строки 44 — 49) |
| Подстрочный перевод | Покажите нам тот дар, который пылал в них, Ту ревность к чести, то отвращение к пороку. Уважаете ли вы законы? Избегаете ли несправедливых деяний? Умеете ли вы забывать покой для славы, и спать в чистом поле, Не снимая доспехов? По этим знакам я признаю вас за благородного.                                                              |
|                     | Строка 136 |
| Текст Кантемира     | Пел петух, встала заря, лучи осветили Солнца верхи гор — тогда войско выводили На поле предки твои, а ты под парчою, Углублен мягко в пуху телом и душою, Грозно соплешь, пока дня пробегут две доли… |
| Оригинал            | …Si dormire incipis ortu Luciferi, quo signa duces et castra movebant. (Ювенал, сатира VIII, строки 10 — 11) |
| Подстрочный перевод | …Если ты засыпаешь на утренней заре, Когда вожди выводят войска и снимают лагерь. |
|                     | Строка 157 |
| Текст Кантемира     | Не столько стало народ римлянов пристойно Основать, как выбрать цвет и парчу и стройно. |
| Оригинал            | Tantae molis erat Romanam condere gentem. (Вергилий, Энеида, книга I) |
| Подстрочный перевод | Столь большого труда стоило положить начало римскому племени. |
|                     | Строка 240 |
| Текст Кантемира     | …Одна отделяет От нея доска, толста пальца лишь в четыре… |
| Оригинал            | I nunc, et ventis animam committe, dolato Confisus ligno, digitis a morte remotus Quatuor, aut septem, si sit latissima taeda. (Ювенал, сатира XII) |
| Подстрочный перевод | Ступай теперь и вверь свою душу ветрам, положившись На оструганную доску, удаленный от смерти только на четыре пальца Или на семь, если доска слишком толста. |

## Художественные особенности
Сатира написана силлабическим тринадцатисложником (то есть в каждой строке равное количество слогов, равное тринадцати, однако количество ударных слогов может различаться, хотя в этой сатире оно в основном равно шести с небольшими отклонениями) с использованием парной рифмовки, то есть в ней рифмуются каждые две соседние строчки.
Сатиры Кантемира делятся на две группы, которые условно называются философскими (к ним относятся VI и VII сатира) и живописными, так как в них с большим искусством описываются порочные люди. К живописным сатирам относится и II сатира. В ней ярко и резко очерчены образы Филарета и Евгения, в чём состоит заслуга Кантемира. Если по самому стихосложению Кантемир является старинным поэтом, наследником силлабики XVII века, то по искусству он может быть отнесён к более новым поэтам XVIII и XIX столетий; это ярко подтверждает эта его сатира.
Стиль сатиры во многом не отшлифован. Рассмотрим фрагмент произведения:

Пел петух, встала заря, лучи осветили 

Солнца верхи гор — тогда войско выводили 

На поле предки твои, а ты под парчою, 

Углублен мягко в пуху телом и душою, 

Грозно соплешь, пока дня пробегут две доли; …

В нём синтаксис весьма запутан — а это недопустимо для произведений классицизма, к которым относится творчество Кантемира.
Кроме того, к этой сатире, как и к другим, Кантемир написал собственные комментарии (впоследствии такой приём используют многие поэты и писатели, в том числе и Гавриил Державин).

## Исторические условия во время написания сатиры
Традиция давать должности не по личным заслугам, а по знатности и заслугам предков бытовала в России издавна. Однако с ходом времени эта традиция стала всё чаще нарушаться. Появлялись многие безродные люди, достигшие высоких должностей. В конце концов, местничество отжило и было упразднено царём Фёдором Алексеевичем в 1682 году.
При Петре I в высшей власти стало появляться столько неблагородных людей, что, казалось, местничество окончательно умерло. Это было закреплено Табелью о рангах. Но после смерти Петра I старинные роды, многие члены которых были абсолютно не даровитыми, восстановили свои некогда утраченные позиции. Особенно сильно это проявилось к концу царствования Петра II, когда Кантемир и писал свою сатиру.

## Значение для литературы
В этой сатире Кантемир впервые вводит идею природного равенства всех людей. Однако, в отличие от западных писателей и мыслителей, сделавших из этого вывод о необходимости упразднения дворянских привилегий, то Кантемир трактовал эту идею как необходимость дворян быть образованными и заниматься каким-либо делом, так как это положено дворянскому званию. Он обосновывал необходимость активного участия человека в жизни общества.
Также эта сатира заложила одно из просветительских направлений русской литературы XVIII века, так, к примеру, идея о том, что дворянин должен оправдать своё происхождение заслугами, стала основной для произведений Александра Сумарокова.
Кроме того, в этой сатире вводится мотив необходимости гуманного обращения помещиков с их крестьянами, хотя призывов отменить крепостное право Кантемир ещё не вводил. В тот период крепостничество воспринималось как нравственное зло, а не как социальная несправедливость, и никто из мыслителей, включая Кантемира, не выносил проблему в политическую или социальную плоскость:

Бьешь холопа до крови, что махнул рукою 

Вместо правой — левою (зверям лишь прилична 

Жадность крови; плоть в слуге твоей однолична).